# Fëdor Grigor'evič Volkov
Fëdor Grigor'evič Volkov (in russo: Фёдор Григорьевич Волков) (Kostroma, 20 febbraio 1729 – Mosca, 15 aprile 1763) è stato un attore teatrale russo.
È considerato il padre del teatro russo.
Figlio di un mercante, fondò la sua prima compagnia di attori russi a Jaroslavl' nel 1750. Due anni più tardi fu invitato dall'imperatrice Elisabetta a recitare presso la sua corte. Nel 1756 aiutò Aleksandr Sumarokov a inaugurare il primo teatro permanente a San Pietroburgo. Il teatro a Jaroslavl' porta ancora il nome dell'attore russo.